# Parque natural nacional de Desna-Starogutsky
El Parque natural nacional de Desná-Starogutsky (en ucraniano: Деснянсько-Старогутський національний природний парк), también conocido como: «Desniansko-Starohutsky», cubre una sección media del río Desná en el noreste de Ucrania, el parque representa una amplia variedad de paisajes de humedales y bosques mixtos de la región oriental de Polesia.
El parque contiene dos secciones, una en las llanuras aluviales del Desna, la otra en la región sur del bosque de Briansk en la frontera con Rusia. El área es relativamente limpia, ecológicamente, estando libre de la zona radiológica y estando en una región no industrial.
Se encuentra en el distrito administrativo (raión) de Seredyna-Buda en el Óblast de Sumy. Un componente del parque es un sitio de humedales Ramsar de importancia internacional conocido como «Llanuras aluviales del río Desna». También es parte de la Reserva de la Biosfera Desniaksyi, designada en 2009 por el Programa de Reserva del Hombre y la Biosfera (MAB) de la UNESCO.

## Topografía
El parque natural nacional de Desná-Starohutskyi se encuentra en el curso medio del río Desná, a unos 300 kilómetros río arriba de donde el Desna se encuentra con el río Dniéper cerca de Kiev. El terreno en el parque fue formado por depósitos glaciales de arena y grava en la última edad de hielo. El paisaje llano presenta ríos y lagos en el meandro del Desná serpenteante, y también extensas marismas y pantanos. El parque está situado en el extremo este de la región de Polesia de bosques y pantanos de tierras bajas que se extiende desde Polonia en el oeste hasta las tierras altas de Rusia central en el este.
Al otro lado de la frontera con Rusia se encuentra la reserva natural del Bosque de Briansk, que tiene una sección boscosa que cuenta con un hábitat muy similar

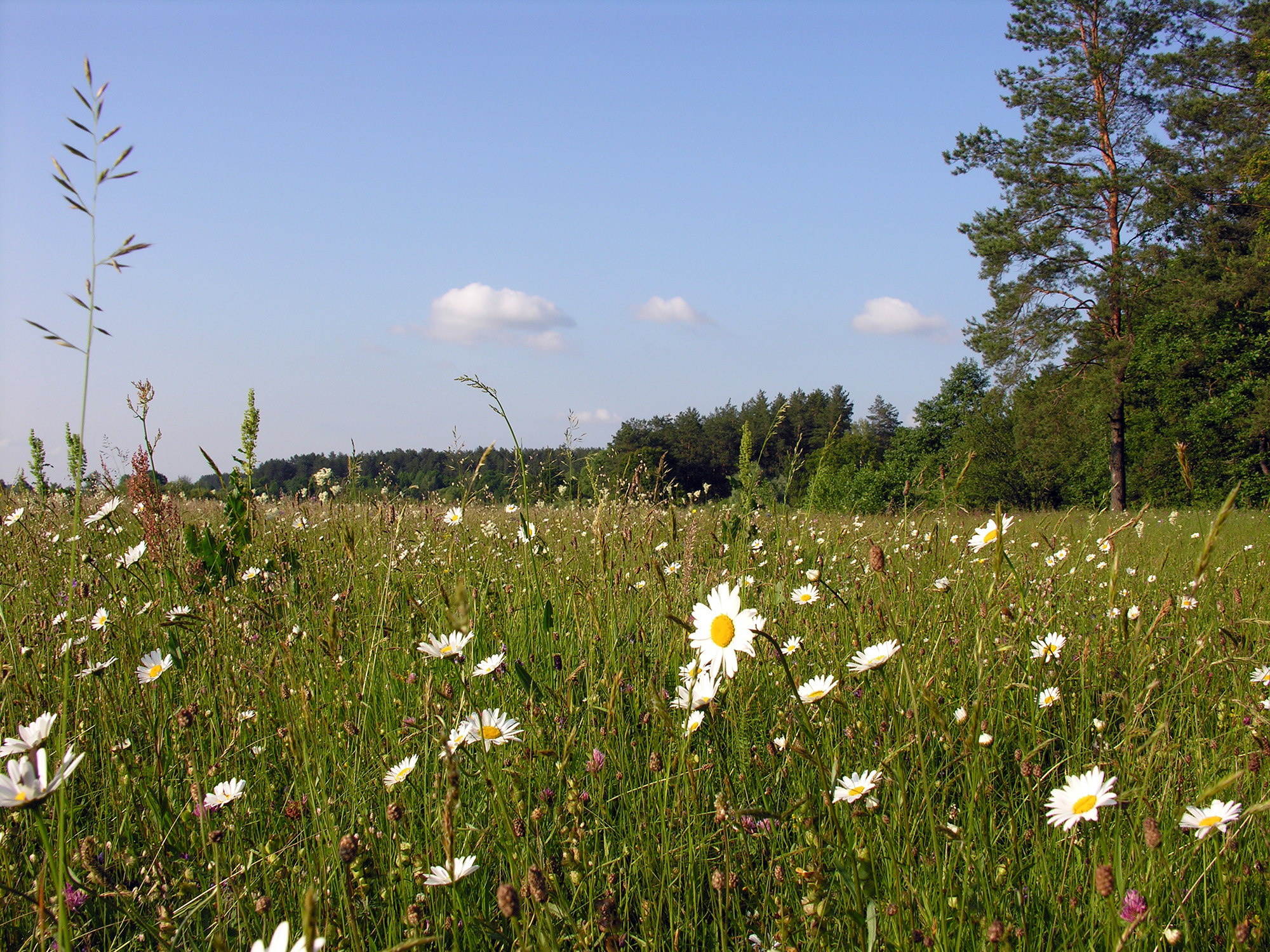
Prados y bosques típicos del parque

## Clima y ecoregión
El clima del parque natural nacional del Desna-Starohutskyi es Clima continental húmedo, con veranos cálidos (clasificación climática de Köppen (Dfb)). Este clima se caracteriza por grandes oscilaciones de temperatura, tanto diurnas como estacionales, con veranos templados e inviernos fríos y nevados. El parque se encuentra en la zona de bosques caducifolios de la ecorregión de bosque mixto de Europa central.

## Flora y fauna
La sección occidental del parque en el Desná ("Pridesniansk") presenta agua relativamente pura, ya que el Desna no ha sido represado en este punto. El área incluye amplios prados con pastos altos, pantanos de alisos y bosques de fresnos, robles y álamos. La sección oriental ("Starohutska") del parque incluye la parte sur del Bosque de Briansk que se extiende hasta Rusia. La sección de Starohutska es principalmente bosque de pinos, con pocos rodales de árboles de hoja ancha. Los grandes mamíferos típicos son el alce, el corzo, el jabalí, la ardilla, la liebre y el lobo. En los últimos años, los castores han reaparecido en las zonas pantanosas. La vida de las aves es notable, con 134 especies registradas como reproductoras en el parque. Las comunidades acuáticas incluyen el vulnerable esturión esterlete y la nutria europea especie casi amenazada.

## Uso público
Hay instalaciones recreativas en cada una de las secciones principales del parque, con cabañas climatizadas disponibles para alquilar, botes, pesca y sitios para acampar. La administración del parque solicita registrarse en el centro de visitantes para registrarse y revisar las reglas del parque. En la sección de Pridesnaya hay un sendero ecológico educativo, llamado «Visnikska Desna», que se abre camino a través de los diversos hábitats de las terrazas de la llanura aluvial del Desna. Hay un centro de visitantes con biblioteca y videos, y los científicos del parque organizan programas educativos para grupos escolares locales.